# اتسوکاایچی، توکیو
اتسوکاایچی، توکیو (به لاتین: Itsukaichi) یک منطقهٔ مسکونی در ژاپن است که در کانتو واقع شده‌است. اتسوکاایچی ۲۲٬۲۵۲ نفر جمعیت دارد.